# Lelio Sozzini

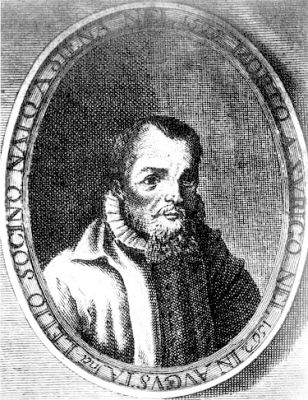
Lelio Sozzini

Lelio Francesco Maria Sozzini, auch Sozini oder Socini (* 29. Januar 1525 in Siena; † 4. Mai 1562 in Zürich), war ein italienischer humanistischer Jurist und unitarischer Theologe. Nach ihm und seinem Neffen Fausto Sozzini ist der Sozinianismus benannt.

## Leben und Wirken
Sozzini war das fünfte von dreizehn Kindern des Rechtsprofessors Mariano Sozzini des Jüngeren (1482–1556) und dessen Frau Camilla Salvetti. Nach einem Rechtsstudium in Padua stand er mit führenden Humanisten in Verbindung, las Cicero und nacharistotelische Schriften und widmete sich theologischen Forschungen, die ihn zu Zweifeln an der Trinitätslehre führten. Er beherrschte Altgriechisch, Hebräisch und Arabisch. 1546 bis 1547 war er der Vorsitzende der Collegia Vicentina, einer Vereinigung von Antitrinitariern in Vicenza.
1547 musste er deswegen Italien verlassen und ging nach Graubünden, wo mehr Freiheit herrschte, und er lernte den Lehrer Camillo Renato kennen. Er reiste 1548 weiter nach Genf, und 1549 schrieb er sich an der Universität in Basel ein, wo er im Kreis italienischer Glaubensflüchtlinge um Celio Secondo Curione verkehrte. 1549 übersiedelte er zu Konrad Pellikan nach Zürich, von wo aus er auch mit Johannes Calvin korrespondierte. 1550 bis 1559 unternahm er, durch seinen wohlhabenden Vater finanziert, Reisen nach Frankreich, England, in die Niederlande und nach Deutschland. Sozzini begegnete mehreren Reformatoren, so in Zürich auch Heinrich Bullinger, mit dem ihn trotz theologischer Differenzen eine enge Freundschaft verband, und in Wittenberg Philipp Melanchthon. Durch den Consensus Tigurinus veranlasst, beschäftigte er sich mit der Frage nach den Sakramenten. Obwohl er u. a. in der Prädestinationslehre nicht die Ansicht der Schweizer Reformatoren teilte, reiste er mehrmals in deren Auftrage, u. a. zweimal nach Polen (1555 und 1558).
Wenngleich er in der Schweiz im Verdacht stand, Antitrinitarier zu sein, blieb ihm doch durch seine große Vorsicht in seinen Äußerungen anders als Michael Servetus und Giovanni Valentino Gentile eine protestantische Verurteilung als Ketzer erspart. In Italien dagegen wurde sein gesamtes dortiges Vermögen durch die Inquisition beschlagnahmt. Auch seine Brüder und sein Neffe flohen aus Italien, nachdem sie dort als Lutheraner verdächtigt wurden. 1562 starb Sozzini in Zürich.

## Werke
Sozzini hinterließ nur wenig Schriften, die zudem meist Fragmente waren:
- De resurrectione On resurrection (deutsch: Vom Vormarsch der Auferstehung), Fragment, 1549
- De sacramentis dissertatio (deutsch: Über die Sakramente), 4 Teile, 1555
- Confessio Fidei (deutsch: Glaubensbekenntnis), Zürich 1555
- Brevis explicatio in primum Iohannis caput (deutsch: Kurze Erklärung über den Prolog des Johannesevangeliums), 1559 (postum veröffentlicht durch Ferenc David unter dem Titel: De falsa et vera unius Dei Patri, filii, et spiritus sancti, Alba Iulia 1568)